# NGC 2506
NGC 2506 (również OCL 593) – gromada otwarta znajdująca się w gwiazdozbiorze Jednorożca. Odkrył ją William Herschel 23 lutego 1791 roku. Jest położona w odległości ok. 11,5 tys. lat świetlnych od Słońca.